# تيري راند
تيري راند (13 نوفمبر 1934 في الولايات المتحدة - 27 فبراير 2014 في الولايات المتحدة) (بالإنجليزية: Terry Rand)‏ هو لاعب كرة سلة أمريكي في مركز الوسط. لعب مع ماركيت جولدن إيجلز ‏.

## وصلات خارجية
- تيري راند على موقع سبورتس رفرنس (الإنجليزية)
- تيري راند على موقع كلية كرة السلة في سبورتس رفرنس.كوم (الإنجليزية)
- تيري راند على موقع ريلجم (الإنجليزية)